# Международная литературная премия имени Сергея Есенина
Международная литературная премия имени Сергея Есенина «О Русь, взмахни крылами…» — открытый творческий конкурс русскоязычной поэзии, по результатам которого присуждаются премии, носящие имя Сергея Есенина. Учреждена в 2005 году.

## Учредители
Соучредители премии — общероссийская общественная организация Союз писателей России, Национальный фонд развития культуры, туризма и ремёсел «Осиянная Русь», Национальный фонд развития культуры и туризма.
Генеральный партнер — Институт мировой литературы им. А. М. Горького РАН.
Генеральный партнер — Общественно-литературный журнал «Осиянная Русь».

## Исполнительный Комитет
Исполнительный Комитет
- Геннадий Иванов, председатель исполнительного Комитета Премии, первый секретарь правления Союза писателей России.
- Дмитрий Дарин, сопредседатель исполнительного Комитета, председатель Жюри Премии, член Высшего творческого Совета московской городской организации Союза писателей России, поэт.

В Комитет Премии входят известные деятели культуры и искусства — лауреат Государственной премии России, поэт Владимир Костров; литературный критик Лев Аннинский; Народный артист России, лауреат премии Ленинского комсомола, первый исполнитель роли Сергея Есенина в кино (Пой песню, поэт, 1971 г.), создатель Есенинского культурного центра, актёр Сергей Никоненко; заслуженный артист России, композитор Владимир Пресняков (ст.); руководитель изучения творчества Есенина Института мировой литературы РАН Наталья Шубникова-Гусева; академик Международной академии информатизации, член Союза художников России и международного союза художников при ЮНЕСКО скульптор Григорий Потоцкий; секретарь Исполнительного комитета МСПС, секретарь Московской городской организации Союза писателей России, главный редактор журнала «Российский колокол», поэт Максим Замшев; директор Всероссийского открытого фестиваля молодых поэтов «Мцыри», руководитель Всероссийского гражданского форума «Часовые памяти», поэт Александр Чистяков (выдвигает на номинацию «Надежда России» победителей фестиваля «Мцыри»).

## Номинации[2]
- «Большая премия» — за крупное поэтическое произведение, или поэтический сборник.
- «Взыскующим взглядом» — критика.
- «Песенное слово» — исполнение песен на стихи Есенина.
- «Русская надежда» — поэзия молодых.
- «Издательство, пропагандирующее творчество Сергея Есенина».
- «Честь и достоинство» — за весомый вклад в дело служения русской поэзии.

В 2010 году добавлены номинации:
- «Дебют».
- «Кино. Театр. Телевидение».
- «Интернет-поэзия».

В 2015 году добавлены номинации:
- «Переводы».
- «Победное слово».

## Церемония награждения
Премия вручается в одном из[уточнить] главных культурных залов Москвы, приурочена ко дню рождения Сергея Есенина, отмечаемому 3 октября.

## Лауреаты

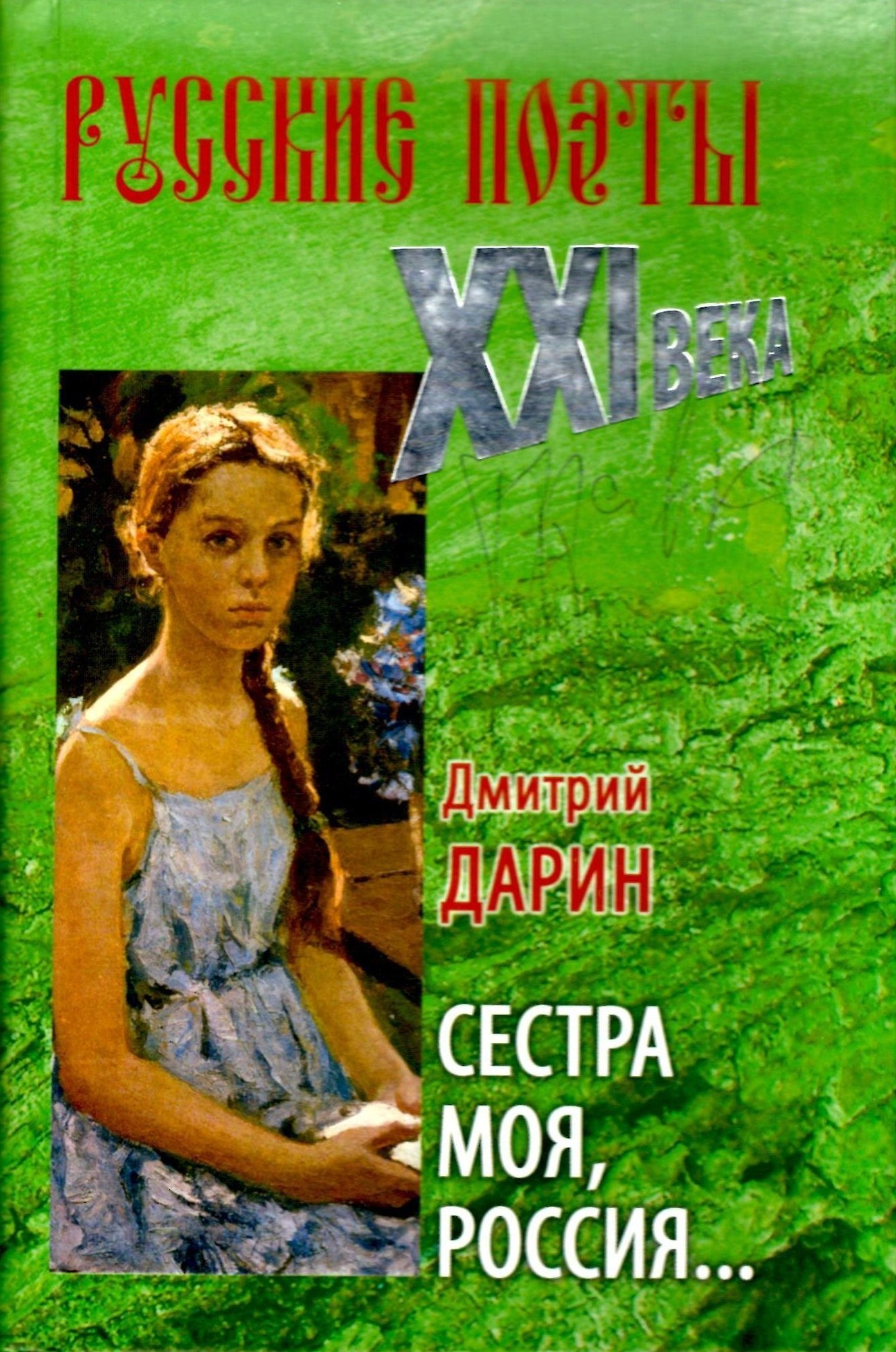
Книга Д. Дарина «Сестра моя, Россия» — лауреат Международной литературной премии имени Сергея Есенина за 2005 год

### 2005 год
- «Большая премия»

Дмитрий Дарин, Москва, за поэтический сборник «Сестра моя, Россия».
- «Взыскующим взглядом»

Сергей Куняев, Москва, за книгу «Сергей Есенин».
- «Песенное слово»

Александр Новиков, Екатеринбург, за музыкальный диск «Сергей Есенин».
- «Русская надежда»

Анна Минакова, Харьков, за поэтическую работу «Ода радости».
- «Издательство, пропагандирующее творчество Сергея Есенина»

Издательство «Вече», Москва.
- «Честь и достоинство»

Василий Казанцев, Москва.

### 2006 год
- «Большая премия»

Не вручалась
- «Взыскующим взглядом»

Наталья Шубникова-Гусева, Москва.
- «Песенное слово»

Александр Подболотов, Москва, за песенное мастерство.
- «Честь и достоинство»

Владимир Фирсов, Москва.

### 2010 год
- «Большая премия»

Валерий Воронов , Вологда, за поэтический сборник «В чувственном зове».
- «Взыскующим взглядом»

Валерий Сухов, Пенза, за литературоведение о Сергее Есенине.
- «Песенное слово»

Трио «Реликт», Москва.
- «Русская надежда»

Алексей Шмелев, Москва.
- «Дебют»

Ольга Меделян, Москва.
- «Честь и достоинство»

Владимир Скворцов, Санкт-Петербург.
- «Кино. Театр. Телевидение»

Сергей Никоненко, Москва, за воплощение образа Сергея Есенина.
- «Интернет-поэзия»

Геннадий Банников, Москва.

### 2012 год
- «Большая премия»

Мария Аввакумова , Москва, за книгу «Иду домой».
- «Взыскующим взглядом»

Ольга Воронова, Рязань, за литературоведение о Сергее Есенине.
- «Песенное слово»

Дмитрий Ряхин, Москва.
- «Русская надежда»

Дмитрий Ханин, Ростов-на-Дону.
- «Честь и достоинство»

Валентина Кузнецова, Мурманск.
- «Кино. Театр. Телевидение»

Дмитрий Муляр, за воплощение образа Сергея Есенина. Кинофильм «Золотая голова на плахе», Москва.
- «Интернет-поэзия»

Юрий Мышонков, Москва.
- «Издательство, пропагандирующее творчество Сергея Есенина»

Издательство «Классика», главный редактор Владимир Кузин, Москва.

### 2015 год
- «Большая премия»

Андрей Попов , Сыктывкар, за книгу «Ловцы человеков».
- «Взыскующим взглядом»

Татьяна Савченко, Москва, за литературоведение о Сергее Есенине.
- «Песенное слово»

Группа «FEELIN’S» (руководитель Геннадий Филин) с проектом «Есенин jazz», Рязань, и Boris Savoldelli, Италия.
- «Русская надежда»

Михаил Рудаков, Пенза.
- «Честь и достоинство»

Светлана Шетракова, директор Московского государственного музея Сергея Есенина, Москва.
- «Кино. Театр. Телевидение»

Борис Щербаков, моноспектакль «Дорогие мои, хорошие», МХАТ, 1986—2001, Москва.
- «Издательство, пропагандирующее творчество Сергея Есенина»

Издательство «Четыре четверти», директор Лилиана Анцух, Минск, Беларусь.
- «Переводы»

Магомед Ахмедов, Махачкала, Дагестан.
- «Дебют»

Анна Мартынчик, Минск, Беларусь.
- «Победное слово»

Елена Заславская, Луганск.
- «Интернет-поэзия»

Не вручалась. На Премию 2017 года на эту номинацию принимаются исключительно работы, опубликованные на интернет-портале Общественно — литературного журнала «ОСИЯННАЯ РУСЬ» — "http://osrussia.ru/» .

### 2017 год
- «Большая премия»

Андрей Румянцев, Бурятия/Москва, за книгу «Взывает время к доброте».
- «Взыскующим взглядом»

Пяткин Сергей, Арзамас, за литературоведение о Сергее Есенине.
- «Песенное слово»

Артём Маковский, солист Московского театра оперетты, Москва.
- «Русская надежда»

Иван Дрошнев, Рязань.
- «Честь и достоинство»

Николай Александрович Селиванов, российский скульптор, народный художник Российской Федерации, автор известной серии портретов и композиций о поэте Сергее Есенине и его окружении, Москва.
- «Кино. Театр. Телевидение»

Владимир Паршиков за документальный фильм «Дорогие мои! Хорошие!», Воронеж.
- «Издательство, пропагандирующее творчество Сергея Есенина»

Издательство «АЛЕКСЕЙ КАЗАКОВ СО ТОВАРИЩИ», руководитель Алексей Леонидович Казаков, Челябинск.
- «Переводы»

Не вручалась.
- «Дебют»

Евгения Онегина, Москва.
- «Интернет-поэзия»

Наталья Малинина, Ярославль.

### 2019 год

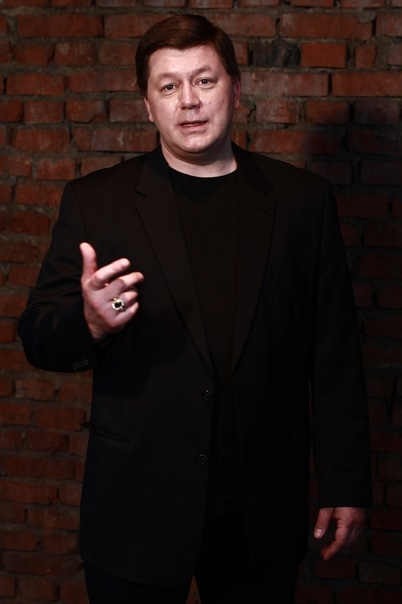
Дмитрий Дарин. Лауреат 2005 года
Геннадий Банников. Лауреат 2010 года
Валерий Сухов. Лауреат 2010 года
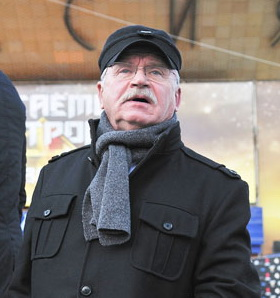
Сергей Никоненко. Лауреат 2010 года
Валерий Воронов. Лауреат 2010 года

- «Большая премия»

Алексей Полубота, Реутов, за книгу «Вечность».
- «Взыскующим взглядом»

Юрий Блудов, Рязань, за литературоведение о Сергее Есенине.
- «Песенное слово»

Максим Павлов, Республика Беларусь/Москва.
- «Русская надежда»

Зарина Бикмуллина, Казань.
- «Честь и достоинство»

Сергей Трифонов, Москва.
- «Дебют»

Ирина Рогозина, Мончегорск.
- «Кино. Театр. Телевидение»

Владимир Завикторин, Москва.
- «Интернет-поэзия»

Светлана Размыслович, Великие Луки.
- «Переводы»

Макарем Исмаил Фарес, Сирия/Краснодар.
- «Издательство, пропагандирующее творчество Сергея Есенина»

Не вручалась.

- Дмитрий Дарин. Лауреат 
2005 года
- Геннадий Банников. Лауреат 
2010 года
- Валерий Сухов. Лауреат 
2010 года
- Сергей Никоненко. Лауреат 
2010 года
- Валерий Воронов. Лауреат 
2010 года